# Твин Риверс (Њу Џерзи)
Твин Риверс (енгл. Twin Rivers) насељено је место без административног статуса у америчкој савезној држави Њу Џерзи.

## Демографија
По попису из 2010. године број становника је 7.443, што је 21 (0,3%) становника више него 2000. године.
| Група             | 2000.         | 2010.         |
| Белци             | 5.027 (67,7%) | 3.658 (49,1%) |
| Афроамериканци    | 754 (10,2%)   | 893 (12,0%)   |
| Азијати           | 464 (6,3%)    | 570 (7,7%)    |
| Хиспаноамериканци | 1.086 (14,6%) | 2.222 (29,9%) |
| Укупно            | 7.422         | 7.443         |